# Itkoelcultuur
De Itkoelcultuur (Russisch: Иткульская культура) was een archeologische cultuur uit de vroege ijzertijd (1e millennium voor Christus) in de midden- en zuidelijke Voor-Oeral (voornamelijk in de Trans-Oeral, en in de stroomgebieden van de rivieren Aj en Oefa in de Cis-Oeral).

## Geschiedenis van het onderzoek
De cultuur werd vernoemd naar de site Itkoelskoje I (Daoetovskoje I) aan het Itkoelmeer in het district Verchneoefalejski van de oblast Tsjeljabinsk. Ze werd beschreven als afzonderlijke cultuur in de jaren vijftig en zestig.

## Verspreiding
De eerste vondsten van de cultuur werden ontdekt in de oblast Tsjeljabinsk. Vervolgens werden op andere plaatsen vestingwerken ontdekt, bijvoorbeeld aan het Irtjasjmeer, het Maly Visjnjovy-eiland in het Argazin-stuwmeer, Petrogrom (oblast Sverdlovsk) en elders. Er zijn westelijke (Oeral) en oostelijke (Tobolsk) varianten. De cultuur vormde zich in de bossteppezone, op de overgang van de bos-, bergtaiga- en steppezones van de Oeral.
De bevolking behoorde tot de Fins-Oegrische groep.

## Oorsprong
De Itkoelcultuur ontstond uit de Mezjovkacultuur en Barchatovocultuur, welke werden beïnvloed door de Gamajoencultuur.
Tegen de 3e eeuw werd de Itkoelcultuur opgevolgd door de Gorochovocultuur en de Sargatcultuur.

## Culturele verbindingen
De bevolking van de Itkoelcultuur had zowel interactie met de Sauromaten in het zuiden als met de stammen van de Ananjinocultuur in het westen.

## Materiële cultuur
De cultuur kenmerkt zich door de ontwikkeling van versterkte nederzettingen, ontwikkelde metallurgie (koper, brons, ijzer), en handel met metallurgische producten met West-Siberië, de steppen van Noord-Kazachstan, en de zuidelijke en westelijke Oeral. Tijdens opgravingen werden acinaces-zwaarden van een Scythisch type ontdekt.
De nederzettingen van de Itkoelcultuur hadden 1 tot 4 kernen. Sommige elementen van het aardewerk waren ontleend aan de Gamajoencultuur van de bronstijd. Er was ook een gemengde Gamajoen-Itkoelcultuur.
Wapens, sieraden en cultische voorwerpen hadden uitgesproken kenmerken van de Scytho-Sakische stijl.

## Economie
Van belang waren de jacht (reeën, elanden, edelherten), visserij, en veeteelt (paardenfokkerij).